# Parque de los Petroglifos de Itagüí
El Parque Arqueológico Graciliano Arcila Vélez o Parque de los Petroglifos de Itagüí  es un área de reserva histórica y ecológica del municipio de Itagüí  en Colombia.

## Localización
Se encuentra al noroccidente del municipio de  Itagüí  en el  sector el Rosario.

## Descripción
En el parque se pueden encontrar petroglifos de lo que se cree son evidencia de tribus descendientes de los Chibchas en el sur del Valle de Aburrá. Estos petroglifos se suman a otras evidencias de orfebrería encontradas en la misma zona. Todo indica a la tribu Nutabe como la habitante de esta zona y descendiente de los  Chibchas.